# Over the Rainbow (album de Connie Talbot)
Cet article concerne l'album de Connie Talbot. Pour la chanson, voir (Somewhere) Over the Rainbow.
Pour les articles homonymes, voir Over the Rainbow.
 (octobre 2018).
Si vous disposez d'ouvrages ou d'articles de référence ou si vous connaissez des sites web de qualité traitant du thème abordé ici, merci de compléter l'article en donnant les références utiles à sa vérifiabilité et en les liant à la section « Notes et références ».
Albums de Connie Talbot
The Christmas Album
(2008)
Over the Rainbow est le premier album de la chanteuse anglaise Connie Talbot, sorti le 26 novembre 2007.

## L'album
Bien qu'ayant reçu des critiques négatives, l'album atteint la 35e place dans les charts britanniques et est par la suite certifié disque d'or au Royaume-Uni. Talbot n'ayant que sept ans lors de l'enregistrement de l'album, la plupart des enregistrements ont été réalisés dans une pièce de la maison de sa tante. Pour promouvoir l'album, la chanteuse a effectué plusieurs concerts ainsi qu'une tournée en Asie. Over the Rainbow a ainsi obtenu du succès en Asie, atteignant la 1re place à Taïwan, en Corée du Sud et à Hong Kong, et la 3e à Singapour.

## Liste des pistes

### Album original
| No  | Titre                                                          | Auteur                                                                                       | Durée |
| --- | -------------------------------------------------------------- | -------------------------------------------------------------------------------------------- | ----- |
| 1.  | (Somewhere) Over the Rainbow (du film Le Magicien d'Oz)        | Edgard Ypsel Harburg, Harold Arlen                                                           | 2:52  |
| 2.  | I Believe                                                      | Ervin Drake, Irvin Graham, Jimmy Shril, Al Stillman                                          | 2:58  |
| 3.  | White Xmas                                                     | Irving Berlin                                                                                | 3:15  |
| 4.  | Smile (du film Les Temps modernes)                             | Charlie Chaplin, Geoffrey Claremont Parsons, John Turner                                     | 2:48  |
| 5.  | Imagine                                                        | John Lennon                                                                                  | 3:05  |
| 6.  | Walking in the Air (du film The Snowman)                       | Howard Blake                                                                                 | 3:32  |
| 7.  | My Favorite Things (de la comédie musicale The Sound of Music) | Richard Rodgers, Oscar Hammerstein II                                                        | 2:37  |
| 8.  | What a Wonderful World                                         | Bob Thiele, George David Weiss                                                               | 2:21  |
| 9.  | Ben                                                            | Don Black, Walter Scharf                                                                     | 2:46  |
| 10. | I Will Always Love You                                         | Dolly Parton                                                                                 | 4:25  |
| 11. | Silent Night, Holy Night (Stille Nacht, heilige Nacht)         | John F. Young (paroles en anglais), Joseph Mohr (paroles originales), Franz Gruber (musique) | 3:29  |
| 12. | I Have a Dream                                                 | Benny Andersson, Björn Ulvaeus                                                               | 4:33  |

### Réédition
| No  | Titre                                                          | Auteur                                                   | Durée |
| --- | -------------------------------------------------------------- | -------------------------------------------------------- | ----- |
| 1.  | (Somewhere) Over the Rainbow (du film Le Magicien d'Oz)        | Edgard Ypsel Harburg, Harold Arlen                       | 2:52  |
| 2.  | I Believe                                                      | Ervin Drake, Irvin Graham, Jimmy Shirl, Al Stillman      | 2:58  |
| 3.  | Smile (du film Les Temps modernes)                             | Charlie Chaplin, Geoffery Claremont Parsons, John Turner | 2:48  |
| 4.  | Three Little Birds                                             | Bob Marley                                               | 3:05  |
| 5.  | Imagine                                                        | John Lennon                                              | 3:05  |
| 6.  | My Favorite Things (de la comédie musicale The Sound of Music) | Richard Rodgers, Oscar Hammerstein II                    | 2:37  |
| 7.  | Any Dream Will Do                                              | Andrew Lloyd Webber, Tim Rice                            | 3:49  |
| 8.  | What a Wonderful World                                         | Bob Thiele, George David Weiss                           | 2:21  |
| 9.  | Ben                                                            | Don Black, Walter Scharf                                 | 2:46  |
| 10. | I Will Always Love You                                         | Dolly Parton                                             | 4:25  |
| 11. | I Have a Dream                                                 | Benny Andersson, Björn Ulvaeus                           | 4:33  |
| 12. | You Raise Me Up                                                | Rolf Løvand, Brendan Graham                              | 4:04  |